# 차지철
차지철(車智澈, 1934년 11월 6일~1979년 10월 26일)은 대한민국의 군인이자 정치인이며 정무직공무원이다.

## 생애
차지철은 1934년 11월 6일, 경기도 이천에서 아버지 차수찬의 3남 3녀 중 차남으로 출생하였고 한때 경기도 파주에서 잠시 유아기를 보냈고, 이후 서울로 이사하여 서울에서 성장하였고 1953년에 용산고등학교를 졸업했다. 육군사관학교 13기에 지원하였으나 낙방하였고, 1954년 7월 20일에  육군 갑종장교 포병 간부후보생을 통해 육군 소위로 임관한 뒤, 보·포병 병과를 학습하였으며 특히 미국에서 육군포병학교를 수료하였다. 1959년에 육군 공수특전단에 배속되었다. 1960년에 미국으로 가서 조지아주 포트베닝의 레인저스쿨을 수료하였다. 이듬해인 1961년 공수특전단 예하 중대장의 신분으로 박정희가 주축을 구성한 5.16 군사정변에 가담했다.
쿠데타의 성공 후, 국가재건최고회의 의장 전속부관에 이어 최고회의 의장 경호실 차장이 되었고, 1962년 3월 20일, 육군 소령 진급에 이어 1962년 5월 31일, 육군 중령 특진과 동시에 석 달 지나고 1962년 8월 21일을 기하여 육군 중령으로 전역한 뒤 1963년에 국민대학교 정치학과를 졸업했다. 그 해 박정희가 대통령에 당선되자 민주공화당 국회의원에 당선되어 정계에 입문했고 한양대학교에서 1966년에 석사 학위를, 1970년에 박사 학위를 취득했으며 이어서 계속 공화당 국회의원직을 유지했다. 그 후에는 국회 외무국방위원장까지 지내며 국회에서 나름대로의 영향력을 행사하기도 했다.
33세 시절이던 1966년 송희성과 결혼하였으나 10.26 사태 후 언론 보도를 보면 차지철의 사망 소식을 접하고 어머니 김대안과 아내 윤보영 등이 기절했다는 기사가 있는 것으로 보아 송희성과 이혼하고 윤보영과 재혼한 것을 알 수 있다. 1991년 7월 11일 보도를 보면 전 부인 송희성이 중앙일보를 상대로 2억원의 위자료 청구소송을 했다는 기사도 있다.
1972년 10월 유신이 선포되자, 차지철은 유신정우회 국회의원 후보에 출마하였지만 결국 낙선되었으며, 대통령경호실 차장이 되었다. 2년 뒤인 1974년에는 영부인 육영수 저격사건으로 자진 사퇴한 박종규의 후임으로 제3대 대통령 경호실장이 되었다. 이후 대통령 경호를 명분으로 자신의 권한을 넘어서는 각종 월권을 행사하여 주변의 원성을 샀다.
1976년에 이철승을 매수해서 신민당을 어용야당화 시키려는 공작을 했으나 신민당 총재가 이철승이 아닌 김영삼이 선출되자 이철승과 같이 조직폭력배 서방파 두목인 김태촌을 시켜 김영삼을 기습했다. 이에 김영삼은 3층 창문으로 뛰어내려 부상을 당하면서 도망친 뒤 맞불작전으로 본인도 조직폭력배를 사다가 이철승을 공격하는 신민당 각목 사건이 일어났다.
1979년 10·26 사건 이후 계엄사 합수부가 지도한 대통령 시해사건 조사에서 김재규가 제출한 항소이유보충서에 따르면 차지철은 대통령을 보호하기는커녕 겁에 질려 화장실로 도망갔었다고 전한다. 반면 10.26 사건 현장에 있었던 두 목격자 심수봉, 신재순에 의하면 김재규는 차지철을 쏘자마자 방에서 나갔고, 차지철은 왜 또 저러냐는 식으로 반응을 하며 화장실로 갔다고 주장한다. 같은 보충서에서 김재규는 부산과 마산에 관련하여 학살을 주장했지만 이를 뒷받침하는 학살과 관련된 지시나 명령을 언제 어느 장소에서 들었는지 언급하지 않았다.
심수봉, 신재순 두 여인은 김재규의 주장과는 달리 연회장의 분위기는 좋았고 욕설이나 고음은 없었다고 증언하였으나 전두환 측에서 그들의 증언을 받아들이지 않고 계속 김재규의 증언에 맞추라고 요구하였다고 주장한다.
죽은 차지철의 묘가 어디에 있는 지 설왕설래하였으나, 차지철의 묘는 경기도 남양주시 진건읍 사능리 산1-1번지에 위치한 영락교회 공원묘원에 있는 것으로 확인됐고, 그 옆에는 차지철보다 한참 후에 사망한 그의 모친인 김대안의 묘가 있다. 차지철은 영락교회 신도는 아니었으나, 모친이 다니던 영락교회 목사의 아량으로 차지철의 유해가 여기에 안장될 수 있었다는 설이 있다.

## 학력
- 1953년 용산고등학교 졸업
- 1954년 대한민국 육군보병학교 수료
- 1955년 미국 육군포병학교 수료
- 1956년 미국 육군야전포병학교 수료
- 1956년 대한민국 육군포병학교 수료
- 1957년 미국 육군보병학교 수료
- 1958년 대한민국 육군기갑학교 수료
- 1960년 미국 육군 레인저 스쿨 수료
- 1963년 국민대학교 정치외교학과 학사[6]
- 1964년 한양대학교 대학원 정치학 석사[6]
- 1965년 한양대학교 대학원 정치학 박사[6]

## 인물평
학창시절에는 그리 튀지 않고 말도 별로 없으며 친구와 잘 어울리지 않는 성격이었다고 한다. 차지철의 몇 안되는 친구였던 용산고등학교 동창 허봉은 친구지간에 말다툼도 없고 싸우는 일도 없었다고 하며 내성적이고 온순하고 선량하고 누구하고 싸우는 걸 보지 못했다고 한다. 또한 박정희에 대해서는 자기가 청렴결백하니 존경하고 숭배의 대상이었다고 말했다. 태권도 5단, 검도 4단이었다고 한다.
김두한의 비서였던 서용화(徐用和, 강릉대 교수)의 주장에 의하면 차지철은 국회에서 자신의 발의에 대해 부정적인 반응을 보이는 국회의원을 구타하는 매우 나쁜 버릇이 있었는데, 이를 보다 못한 김두한이 상의를 탈의한 뒤 차지철 앞에 서서 네가 그렇게 힘이 쎄다며? 그럼 힘 없는 다른 의원들 말고 나와 맞붙는 건 어떠한가?라고 말하자 차지철은 김두한에게 지레 겁을 먹고 바로 퇴근했다고 한다. 허나 오히려 반대로 김두한 측이 깡패행새를 하며 국회의원들을 힘으로 제압하고 다녔다는 주장 또한 존재한다. 당시 경호실장이자 정치권력 2인자였던 차지철이 국회의원 김두한의 도발에 아무런 마찰도 없이 순순히 물러났었다는 주장은 현재 김두한과 함께 정치생활을 했던 인물들의 주장들 이외 확인되지 않는다.
김재규 정보부장은 "내가 하는 일을 모조리 사사건건 방해하며 각하께 바르게 보고하지도 않고 내게 무조건 불리하게만 말씀을 드리니 각하께서 중정이 올리는 보고를 통 믿으셔야지요."라고 그를 혹평했다.

## 가족
- 어머니 김대안(1898.12.06 ~ 1998.12.23)
- 전아버지 지씨
  - 이부누나 3명
- 아버지 차수찬
  - 형 차주원?
  - 여동생 3명
  - 남동생 차상철(1943 ~ 1994.10.30?.[14][15][16])
- 장인 송봉해(1889 ~ 1971)
  - 부인 송희성(1937 ~ 2022)
  - 처남 윤순웅(1941/2? ~ )
  - 부인 윤보영(1947 ~ 1997)
    - 첫째 딸 차보경
    - 둘째 딸 차인경
    - 셋째 딸 차주경

## 저서
- 《암살사》(暗殺史)

## 관련 작품

### 드라마
- 《제2공화국》(MBC, 1989년~1990년, 배우: 송종원)
- 《제3공화국》(MBC, 1993년, 배우: 이대근)
- 《다큐멘터리 극장》(KBS1TV, 1993년, 배우: 김희라)
- 《제4공화국》(MBC, 1995년~1996년, 배우: 이대근)
- 《코리아게이트》(SBS, 1995년, 배우: 정한헌)
- 《삼김시대》(SBS, 1998년, 배우: 장항선)
- 《영웅시대》(MBC, 2004년~2005년, 배우: 정흥채)
- 《제5공화국》(MBC, 2005년, 배우: 정호근)
- 《빛과 그림자》(MBC, 2011년~2012년, 배우: 전광렬)

### 영화
- 2004년 - 영화 효자동 이발사(손병호)
- 2005년 - 영화 그때 그사람들(정원중)
- 2020년 - 영화 남산의 부장들(이희준)

## 역대 선거 결과
|  | 33.5% |

|  | 71.43% |

|  | 57.79% |

|  | 35.70% |